# ويلي إدوين
ويلي إدوين (بالملايوية: Willy Edwin)‏ هو موسيقي ماليزي، ولد في 4 ديسمبر 1974 في Kanowit ‏ في ماليزيا.